# Kynšperk nad Ohří
Kynšperk nad Ohří (in tedesco Königsberg an der Eger) è una città della Repubblica Ceca facente parte del distretto di Sokolov, nella regione di Karlovy Vary.

## Geografia fisica
Il paese è situato circa a metà fra Sokolov e Cheb.
I comuni limitrofi sono Liboc, Mostov, Chotíkov e Hlínová ad ovest, Pochlovice, Svatá Maří Pomocná, Drsný Chlum, Chlum Svaté Maří, Kaceřov e Dasnice a nord, Zlatá, Libavské Údolí e Libava ad est, Kamenný Dvŭr, Rollessengrün, Štědrá, Thurn, Mokřina e Lipoltov a sud.

## Storia
La prima menzione scritta del paese risale al 1232: è il documento di fondazione della città, conservato presso l'Archivio Centrale dello Stato di Praga. Fu Venceslao I, ad assegnare il nome Kynšperk. L'origine della popolazione non si può stabilire con certezza, ma, come dimostrano i ritrovamenti, già nel medioevo vi erano molti abitanti. Dopo la seconda guerra mondiale, con l'allontanamento dei tedeschi, la popolazione della città diminuì notevolmente.

## Monumenti e luoghi d'interesse
- Chiesa dell'Assunzione della Vergine Maria
- Statua della Vergine Maria Immacolata
- Cimitero ebraico
- Santissima Trinità, Piazza della Pace
- Fontana in Piazza della Pace

## Economia
In principio gli abitanti vivevano di allevamento e di piccoli commerci, in seguito si diffuse la falegnameria e l'artigianato. Tra il XIX ed il XX secolo, l'economia si concentrò più sull'industria, con la nascita di fabbriche per la lavorazione dei tessuti, dei metalli e di altro ancora.
Oggi, nel cuore della città, i residenti continuano a lavorare in discariche, produzione di mobili, lavorazione di legno e metallo, riparazione di macchine agricole per campagne e foreste, estrazione dell'oro, trasporti, servizi comunali, commercio e nella sfera finanziaria. Il comune è tuttora intenzionato ad ampliare il settore edile e quello delle comunicazioni, nonché impegnarsi nelle restaurazioni dei monumenti di importanza storica più rilevante.

## Galleria d'immagini

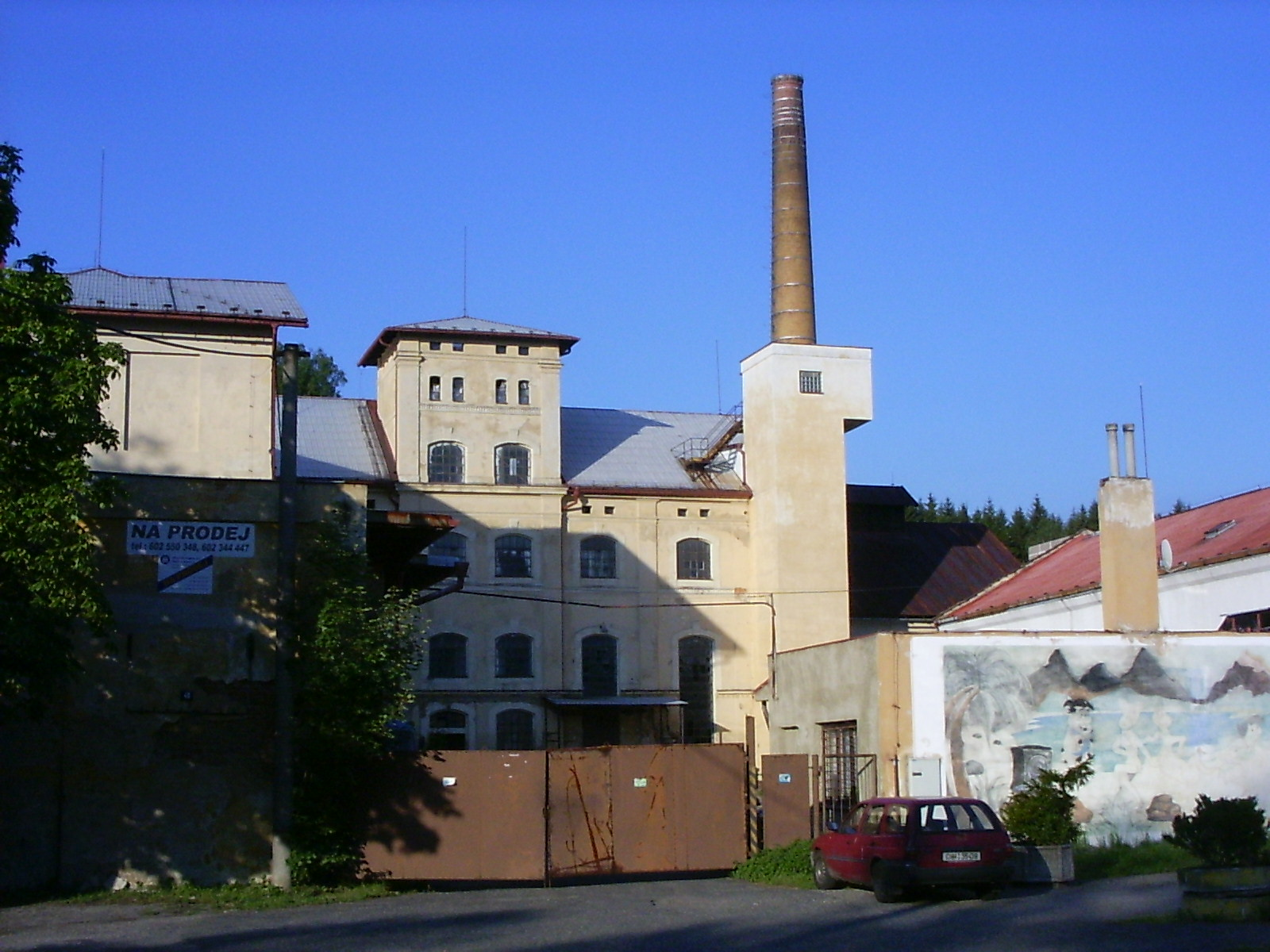
Fabbrica.
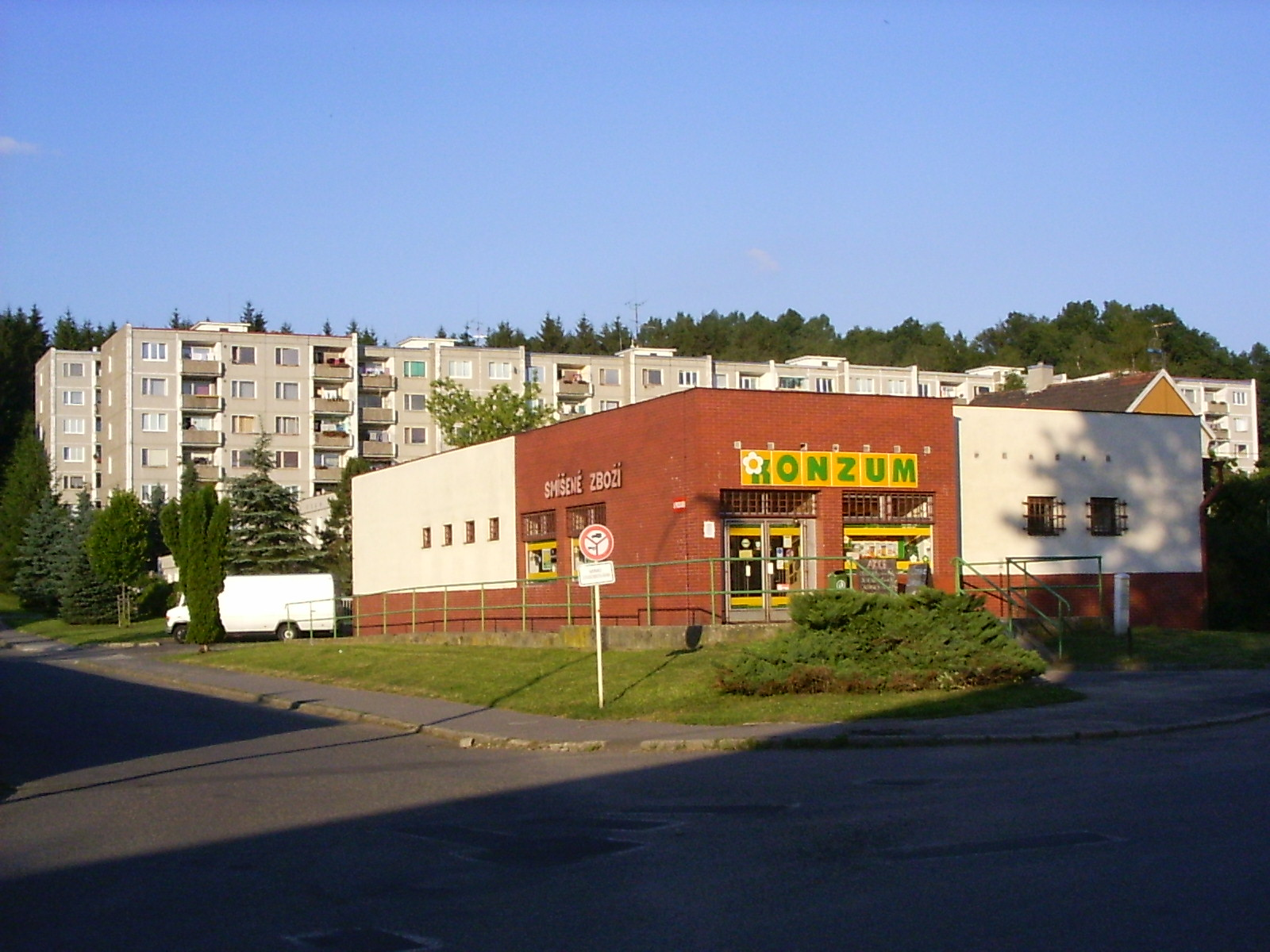
Centro commerciale.
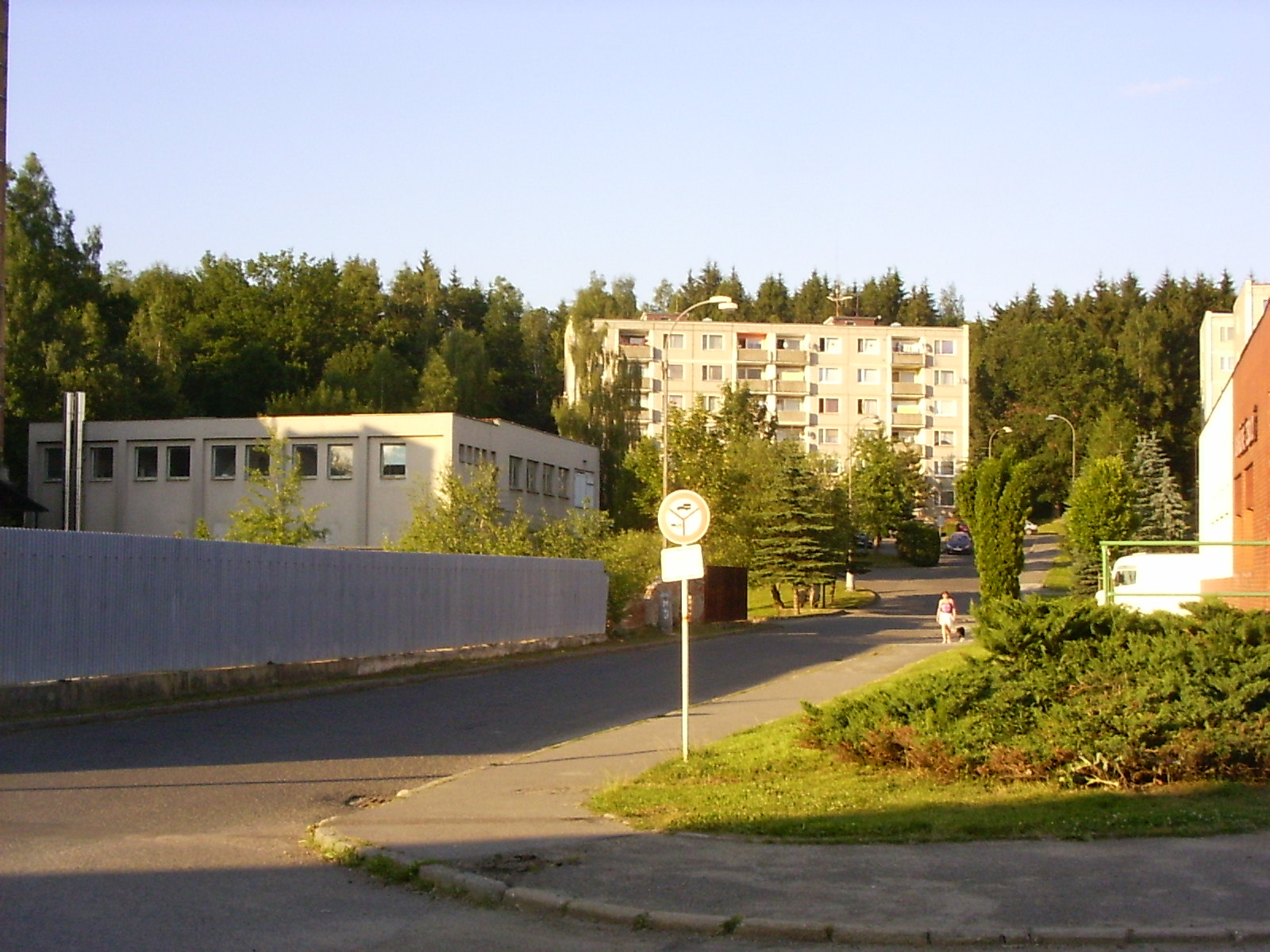
Appartamenti.
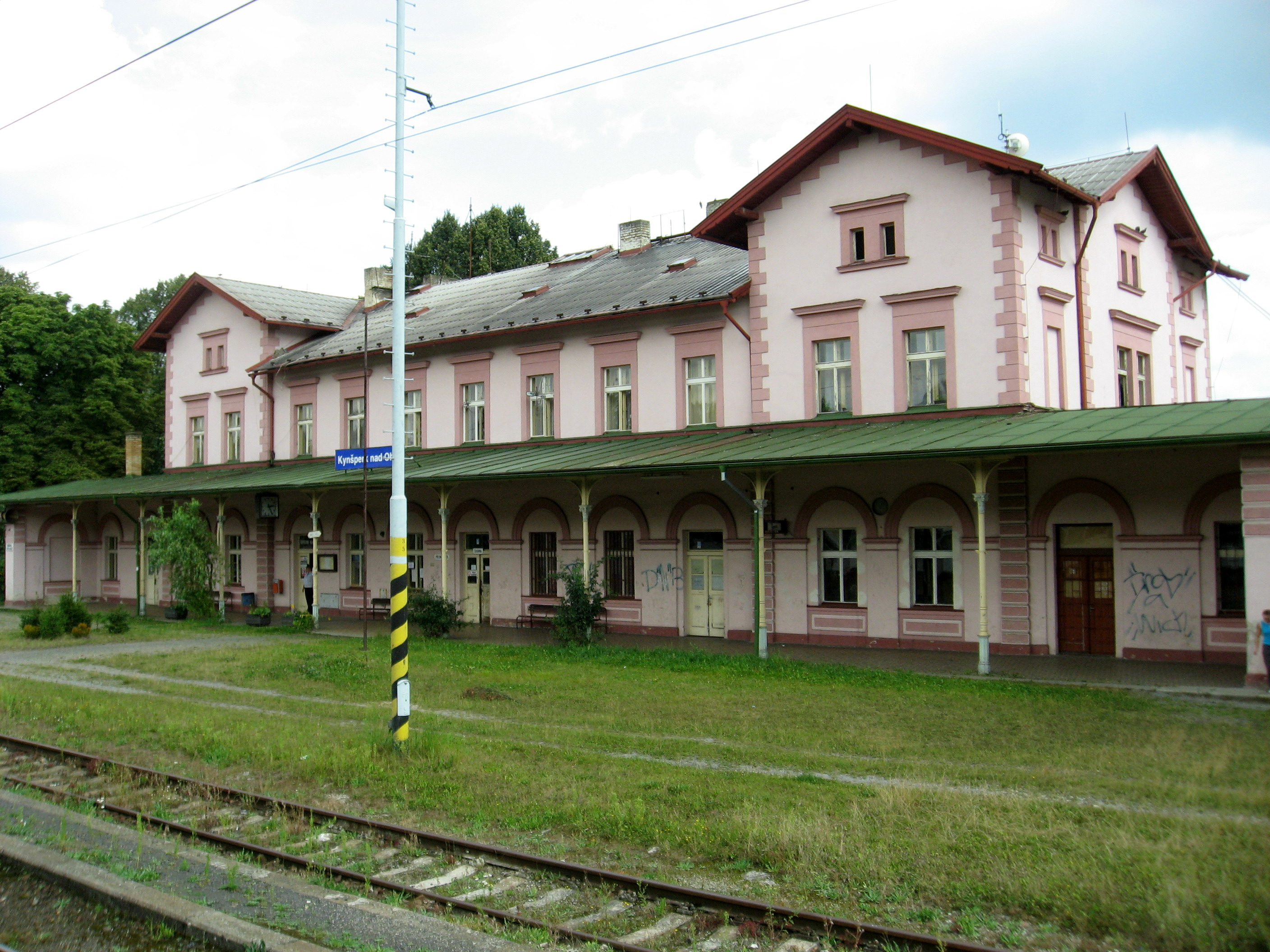
Rotaie della ferrovia.